# Gilles d'Ettore
Le texte peut changer fréquemment, n’est peut-être pas à jour et peut manquer de recul. 
Le titre et la description de l'acte concerné reposent sur la qualification juridique retenue lors de la rédaction de l'article et peuvent évoluer en même temps que celle-ci.
Gilles d'Ettore, né le 23 mai 1968 à Agde (Hérault), est un homme politique français, membre de LR et député de 2007 à 2012. Maire d'Agde à partir de 2001 et président de la Communauté d'agglomération Hérault Méditerranée depuis sa création en janvier 2003, il démissionne de ses mandats électifs le 31 mai 2024 en raison de sa mise en examen pour prise illégale d'intérêt, détournement de fonds publics et corruption.

## Carrière
Petit-fils d'immigré italien dont le père, Raymond d'Ettore, est l'adjoint du maire Pierre Leroy-Beaulieu, chargé de l'urbanisme de la commune d'Agde,, Gilles d'Ettore obtient une maîtrise à la faculté de droit de Montpellier[réf. nécessaire].
Durant son parcours professionnel, il est inspecteur de police et lieutenant dans les Renseignements généraux à Lyon de 1992 à 2000,.
En mars 2001, il est élu maire d'Agde, commune balnéaire de l'Hérault (comprenant notamment le Cap d'Agde), et réélu en décembre 2002. Président de la communauté de communes des pays d'Agde, la même année, il préside la nouvelle Communauté d'agglomération Hérault Méditerranée depuis sa création, le 1er janvier 2003.
Candidat sous l'étiquette UMP aux élections législatives de 2007 dans la 7e circonscription de l'Hérault, il est élu comme député, le 17 juin 2007 avec 52,68 % des voix au second tour face au communiste sortant François Liberti. Il a pour suppléant François Commeinhes, maire de Sète mais aussi sénateur suppléant. Il perd son mandat de député dans une triangulaire face au socialiste Sébastien Denaja lors des législatives de 2012. Il lui a été reproché une faible activité à l'Assemblée nationale au cours de son mandat.
En 2014, il est réélu, pour un troisième mandat, maire de la commune d'Agde avec 47,91 %.
Il est réélu maire de la commune d'Agde pour un quatrième mandat durant les élections municipales de 2020 dans l'Hérault avec l'étiquette LR,.

## Affaire judiciaire
Gilles d'Ettore est interpellé à son domicile le 19 mars 2024 et placé en garde à vue dans le cadre d’une enquête menée par la brigade criminalité financière de la police judiciaire. La mairie d'Agde est également perquisitionnée par la police judiciaire de Montpellier.
L’affaire porte sur « une série d’infractions économiques et financières présumées » et concernerait des montants de « plusieurs dizaines de milliers d’euros », voire même 300 000 euros. Cette affaire serait en lien avec une voyante ventriloque de son entourage qui lui aurait donné « des instructions venues de l'au-delà » en échange d'avantages : paiement de sa cérémonie de mariage dans un château de l'Hérault, travaux à son domicile, la facture d’un mariage somptueux, divers travaux à son domicile, l’embauche de son mari et de quatre proches, la mise à disposition d’un chauffeur de la ville pour récupérer ses enfants à l’école,.
Il est incarcéré à l'issue de sa garde à vue et mis en examen pour prise illégale d'intérêt, détournement de fonds publics et corruption, au profit de cette voyante qui l'aurait manipulé,. Même incarcéré, il continue à assurer sa fonction de maire de la ville. Il fait appel de sa détention provisoire : l’audience a lieu le 2 avril mais la chambre de l'instruction de la cour d'appel de Montpellier rejette sa demande de mise en liberté,,. Le 19 avril, la majorité LR du conseil municipal d'Agde lui demande de démissionner de sa fonction de maire. Il remet finalement sa démission le 31 mai. Il démissionne également de son mandat de président de la Communauté d’agglomération Hérault Méditerranée. Il est libéré sous contrôle judiciaire le 26 juin. 
Il est ensuite mis en cause dans une autre affaire, étant soupçonné d'avoir monté un subterfuge immobilier[Quoi ?] au profit de son ex-compagne, Justine C,  et au préjudice de la municipalité.

## Vie personnelle
Le 7 septembre 2002, Gilles d'Ettore épouse Géraldine Sanchez; deux enfants naissent de leur union. Divorcé. 

## Publications
- Gilles d'Ettore, Assemblée nationale (La valorisation du patrimoine : un enjeu majeur pour la France), Rapport d'information sur l'optimisation des dépenses publiques et la suppression des structures publiques inutiles, Paris, Assemblée nationale, coll. « 13e législature / Assemblée nationale ; no 1953 », 2009, 62 p., 24 cm (ISBN 9782111258013, OCLC 690540399, BNF 42098972, SUDOC 142764140, lire en ligne)
- Gilles d'Ettore et Valérie Fourneyron (dir.), Assemblée nationale (Gouvernance des fédérations sportives : faire confiance au modèle associatif), Rapport d'information en conclusion des travaux de la mission sur la gouvernance des fédérations sportives, Paris, Assemblée nationale, coll. « 13e législature / Assemblée nationale ; no 4395 », 2012, 86 p., 24 cm (ISBN 9782111314078, OCLC 798386645, BNF 42661942, SUDOC 161941869, lire en ligne)